# Ciclismo nos Jogos Insulares de 2019
Nos Jogos Insulares de 2019, as competições de ciclismo serão realizadas entre os dias 7 e 11 de junho no Europa Point, na Bishop Caruana Road e no Devils Tower Road, em Gibraltar. 

## Quadro de medalhas
| Pos                | Equipe             | Ouro | Prata | Bronze | Total |
| 1                  | Ilha de Man        | 5    | 4     | 3      | 12    |
| 2                  | Saaremaa           | 4    | 2     | 1      | 7     |
| 3                  | Jersey             | 2    | 4     | 2      | 8     |
| 4                  | Guernsey           | 1    | 2     | 4      | 7     |
| 5                  | Minorca            | 0    | 0     | 2      | 2     |
| Totais (5 Equipes) | Totais (5 Equipes) | 12   | 12    | 12     | 36    |

## Resultados[2]

### Masculino
| Evento                          | Ouro                                                                              | Ouro       | Prata                                                                             | Prata      | Bronze                                                                            | Bronze     |
| ------------------------------- | --------------------------------------------------------------------------------- | ---------- | --------------------------------------------------------------------------------- | ---------- | --------------------------------------------------------------------------------- | ---------- |
| Contra o relógio                | Saaremaa Mihkel Räim                                                              | 37:42.24   | Guernsey Sam Culverwell                                                           | 37:50.24   | Ilha de Man Adam Scarffe                                                          | 38:19.13   |
| Contra o relógio - Equipes      | Ilha de Man Thomas Bostock William Corkill Nathan Draper Matt Looker Adam Scarffe | 1:56:31    | Saaremaa Steven Kalf Karl Patrick Lauk Jörgen Matt Oskar Nisu Mihkel Räim         | 1:56:51    | Guernsey Marc Cox Sam Culverwell Jack English James Roe Michael Serafin           | 1:57:41    |
| Town Centre Criterium           | Guernsey Sam Culverwell                                                           | 59:45.65   | Saaremaa Oskar Nisu                                                               | 59:45.83   | Minorca Albert Barceló                                                            | 59:46.15   |
| Town Centre Criterium - Equipes | Saaremaa Steven Kalf Karl Patrick Lauk Jörgen Matt Oskar Nisu Mihkel Räim         | 11         | Guernsey Marc Cox Sam Culverwell Jack English James Roe Michael Serafin           | 17         | Ilha de Man Thomas Bostock William Corkill Nathan Draper Matt Looker Adam Scarffe | 31         |
| Corrida em estrada              | Saaremaa Mihkel Räim                                                              | 2:15:01.29 | Ilha de Man Nathan Draper                                                         | 2:15:01.96 | Saaremaa Steven Kalf                                                              | 2:15:03.04 |
| Corrida em estrada - Equipes    | Saaremaa Steven Kalf Karl Patrick Lauk Jörgen Matt Oskar Nisu Mihkel Räim         | 15         | Ilha de Man Thomas Bostock William Corkill Nathan Draper Matt Looker Adam Scarffe | 17         | Jersey Samuel Firby Rhys Hidrio David Le Roux Rhys Pilley Jack Rebours            | 22         |

### Feminino
| Evento                          | Ouro                                                                             | Ouro       | Prata                                                                            | Prata      | Bronze                                                                                  | Bronze     |
| ------------------------------- | -------------------------------------------------------------------------------- | ---------- | -------------------------------------------------------------------------------- | ---------- | --------------------------------------------------------------------------------------- | ---------- |
| Contra o relógio                | Ilha de Man Becky Storrie                                                        | 46:10.91   | Jersey Florence Cox                                                              | 46:12.06   | Minorca Núria Picó                                                                      | 46:56.10   |
| Contra o relógio - Equipes      | Ilha de Man Ellen Barker Tara Ferguson Emily Looker Kathryn Priest Becky Storrie | 1:34:26    | Jersey Emily Bridson Rebecca Catley Florence Cox Louise Woolrich                 | 1:35:51    | Guernsey Karina Bowie Hannah Brehaut Danielle Hanley Madeleine Wilson /Jamie-Lee Wright | 1:40:06    |
| Town Centre Criterium           | Ilha de Man Tara Ferguson                                                        | 49:23.54   | Jersey Rebecca Catley                                                            | 49:23,55   | Ilha de Man Ellen Barker                                                                | 49:24,10   |
| Town Centre Criterium - Equipes | Ilha de Man Ellen Barker Tara Ferguson Emily Looker Kathryn Priest Becky Storrie | 4          | Jersey Emily Bridson Rebecca Catley Florence Cox Louise Woolrich                 | 7          | Guernsey Karina Bowie Hannah Brehaut Danielle Hanley Madeline Wilson Jamie-Lee Wright   | 11         |
| Corrida em estrada              | Jersey Florence Cox                                                              | 1:51:41.49 | Ilha de Man Ellen Barker                                                         | 1:51:42.03 | Jersey Rebecca Catley                                                                   | 1:51:42.90 |
| Corrida em estrada - Equipes    | Jersey Emily Bridson Rebecca Catley Florence Cox Louise Woolrich                 | 4          | Ilha de Man Ellen Barker Tara Ferguson Emily Looker Kathryn Priest Becky Storrie | 7          | Guernsey Karina Bowie Hannah Brehaut Danielle Hanley Madeleine Wilson Jamie-Lee Wright  | 16         |